# Plectocolea riparia
Plectocolea riparia là một loài rêu tản trong họ Jungermanniaceae. Loài này được (Taylor) Mitt. miêu tả khoa học lần đầu tiên năm 1891.